# 토탈 워: 쇼군 2
토탈 워: 쇼군 2(Total War: Shogun 2)는 크리에이티브 어셈블리에서 제작하고 세가에서 배급한 토탈 워의 전략 게임이다. 2011년 3월 15일 출시되었다. 쇼군: 토탈 워의 후속작이며 배경은 16세기 센고쿠 시대를 배경으로 하고있다.

## 평가
| 통합 점수      | 통합 점수 |
| 통합사         | 점수      |
| -------------- | --------- |
| 메타크리틱     | 90/100    |
| 평론 점수      |           |
| 평론사         | 점수      |
| 유로게이머     | 9 of 10   |
| 게임 인포머    | 95%       |
| 게임스팟       | 9/10      |
| IGN            | 9/10      |
| PC 게이머 (UK) | 92%       |
| 엑스플레이     | 5/5       |
| GameScope      | 10/10     |

| 수상                                | 수상                    |
| 평론사                              | 수상                    |
| ----------------------------------- | ----------------------- |
| GameSpot IGN 게임트레일러스 GameSpy | 2011년 최고의 전략 게임 |

## 개요
총 10개의 가문(조소카베, 다테, 호조, 모리, 오다, 시마즈, 다케다, 도쿠가와, 이마가와, 우에스기)으로 플레이할 수 있으며 3개의 가문(핫토리, 잇코잇키, 오토모)은 별도로 구매를 해야 플레이할 수 있다. 목표는 교토 점령 및 일본통일을 목표로 한다.

## 에디션

### 사무라이의 태동 에디션
12세기 헤이안 시대 말기를 배경으로 하는 에디션이다. 교토 점령 및 일본통일을 목표로 한다.

### 사무라이의 몰락 에디션
19세기 에도 막부 말기와 보신 전쟁을 배경으로 하는 에디션이다. 팀은 막부파(센다이번, 조자이번, 아이즈번, 나가오카번)와 존암파(사쓰마번, 조슈번, 도사번, 사가번)로 나뉘며 에도·교토 점령 및 일본통일을 목표로 한다.

## 같이 보기
- 토탈 워: 쇼군 2: 사무라이의 몰락